# Eliminatórias da Copa do Mundo FIFA de 2010 - Europa (Grupo 3)
O Grupo 3 das eliminatórias da Europa para a Copa do Mundo FIFA de 2010 foi formado por República Checa, Polônia, Irlanda do Norte, Eslováquia, Eslovênia e San Marino.
A tabela de jogos foi determinada no dia 16 de janeiro de 2008, numa reunião que aconteceu em Bratislava, na Eslováquia.

## Classificação
| Pos | Equipe           | Pts | J  | V | E | D  | GP | GC | SG  | Classificado                              |  | SVK | SVN | CZE | NIR | POL | SMR  |
| --- | ---------------- | --- | -- | - | - | -- | -- | -- | --- | ----------------------------------------- |  | --- | --- | --- | --- | --- | ---- |
| 1   | Eslováquia       | 22  | 10 | 7 | 1 | 2  | 22 | 10 | +12 | qualificadas para a Copa do Mundo de 2010 |  | —   | 0–2 | 2–2 | 2–1 | 2–1 | 7–0  |
| 2   | Eslovênia        | 20  | 10 | 6 | 2 | 2  | 18 | 4  | +14 | qualificadas para a segunda fase          |  | 2–1 | —   | 0–0 | 2–0 | 3–0 | 5–0  |
| 3   | Tchéquia         | 16  | 10 | 4 | 4 | 2  | 17 | 6  | +11 | Eliminado                                 |  | 1–2 | 1–0 | —   | 0–0 | 2–0 | 7–0  |
| 4   | Irlanda do Norte | 15  | 10 | 4 | 3 | 3  | 13 | 9  | +4  | Eliminado                                 |  | 0–2 | 1–0 | 0–0 | —   | 3–2 | 4–0  |
| 5   | Polónia          | 11  | 10 | 3 | 2 | 5  | 19 | 14 | +5  | Eliminado                                 |  | 0–1 | 1–1 | 2–1 | 1–1 | —   | 10–0 |
| 6   | San Marino       | 0   | 10 | 0 | 0 | 10 | 1  | 47 | −46 | Eliminado                                 |  | 1–3 | 0–3 | 0–3 | 0–3 | 0–2 | —    |

## Resultados
| 6 de setembro de 2008 17:00 (UTC+2) | Polônia            | 1 – 1     | Eslovênia | Estádio Olímpico, Wrocław                      |
|                                     | Żewłakow 17' (pen) | Relatório | Dedič 35' | Público: 7,300 Árbitro: ISL Kristinn Jakobsson |

| 6 de setembro de 2008 17:30 (UTC+2) | Eslováquia              | 2 – 1     | Irlanda do Norte  | Tehelné Pole, Bratislava                   |
|                                     | Škrtel 47' · Hamšík 70' | Relatório | Ďurica 81' (g.c.) | Público: 5,445 Árbitro: RUS Nikolai Ivanov |

| 10 de setembro de 2008 19:45 (UTC+2) | Irlanda do Norte | 0 – 0     | Tchéquia | Windsor Park, Belfast                   |
|                                      |                  | Relatório |          | Público: 12,882 Árbitro: CRO Ivan Bebek |

| 10 de setembro de 2008 20:30 (UTC+2) | San Marino | 0 – 2     | Polônia                        | Estádio Olímpico, Serravalle                      |
|                                      |            | Relatório | Smolarek 35' · Lewandowski 68' | Público: 2,374 Árbitro: GRE Christoforos Zografos |

| 10 de setembro de 2008 20:45 (UTC+2) | Eslovênia          | 2 – 1     | Eslováquia  | Estádio Ljudski VRT, Maribor                  |
|                                      | Novakovič 22', 81' | Relatório | Jakubko 83' | Público: 9,900 Árbitro: NOR Svein Oddvar Moen |

| 11 de outubro de 2008 20:30 (UTC+2) | Polônia                         | 2 – 1     | Tchéquia  | Stadion Śląski, Chorzów                     |
|                                     | Brożek 27' · Błaszczykowski 53' | Relatório | Fenin 87' | Público: 38,293 Árbitro: GER Wolfgang Stark |

| 11 de outubro de 2008 20:30 (UTC+2) | San Marino | 1 – 3     | Eslováquia                          | Estádio Olímpico, Serravalle             |
|                                     | Selva 45'  | Relatório | Šesták 33' · Kozák 39' · Karhan 51' | Público: 1,037 Árbitro: SUI Sascha Kever |

| 11 de outubro de 2008 20:45 (UTC+2) | Eslovênia                       | 2 – 0     | Irlanda do Norte | Estádio Ljudski VRT, Maribor                            |
|                                     | Novakovič 83' · Ljubijankič 84' | Relatório |                  | Público: 12,385 Árbitro: ESP Eduardo Iturralde González |

| 15 de outubro de 2008 17:30 (UTC+2) | República Tcheca | 1 – 0     | Eslovênia | Na Stínadlech, Teplice                       |
|                                     | Sionko 62'       | Relatório |           | Público: 15,220 Árbitro: ENG Martin Atkinson |

| 15 de outubro de 2008 19:45 (UTC+1) | Irlanda do Norte                                  | 4 – 0     | San Marino | Windsor Park, Belfast                     |
|                                     | Healy 31' · McCann 43' · Lafferty 56' · Davis 75' | Relatório |            | Público: 12,957 Árbitro: FIN Petteri Kari |

| 15 de outubro de 2008 20:30 (UTC+2) | Eslováquia      | 2 – 1     | Polônia      | Tehelné Pole, Bratislava                    |
|                                     | Šesták 84', 86' | Relatório | Smolarek 70' | Público: 17,650 Árbitro: FRA Bertrand Layec |

| 19 de novembro de 2008 20:30 (UTC+1) | San Marino | 0 – 3     | Tchéquia                            | Estádio Olímpico, Serravalle              |
|                                      |            | Relatório | Kováč 47' · Pospěch 53' · Necid 66' | Público: 1,318 Árbitro: EST Hannes Kaasik |

| 11 de fevereiro de 2009 20:30 (UTC+1) | San Marino | 0 – 3     | Irlanda do Norte                    | Estádio Olímpico, Serravalle                   |
|                                       |            | Relatório | McAuley 7' · McCann 33' · Brunt 63' | Público: 1,942 Árbitro: SRB Dragomir Stankovic |

| 28 de março de 2009 17:15 (UTC+0) | Irlanda do Norte                             | 3 – 2     | Polônia                      | Windsor Park, Belfast                       |
|                                   | Feeney 10' · Evans 47' · Żewłakow 62' (g.c.) | Relatório | Jeleń 27' · Saganowski 90+1' | Público: 13,357 Árbitro: SWE Martin Hansson |

| 28 de março de 2009 20:45 (UTC+1) | Eslovênia | 0 – 0     | Tchéquia | Estádio Ljudski VRT, Maribor               |
|                                   |           | Relatório |          | Público: 12,500 Árbitro: POR Pedro Proença |

| 1 de abril de 2009 19:45 (UTC+1) | Irlanda do Norte | 1 – 0     | Eslovênia | Windsor Park, Belfast                   |
|                                  | Feeney 73'       | Relatório |           | Público: 13,243 Árbitro: ISR Alon Yefet |

| 1 de abril de 2009 20:30 (UTC+2) | República Tcheca | 1 – 2     | Eslováquia                 | AXA Arena, Praga                             |
|                                  | Jankulovski 30'  | Relatório | Šesták 22' · Jendrišek 82' | Público: 14,956 Árbitro: ESP Alberto Undiano |

| 1 de abril de 2009 20:30 (UTC+2) | Polônia | 10 – 0    | San Marino | Estádio Miejski Kielce, Kielce                 |
|                                  | Boguski 1', 27' · Smolarek 18', 60', 72', 81' · R. Lewandowski 43' · Jeleń 51' · M. Lewandowski 63' · Saganowski 88' | Relatório |            | Público: 15,200 Árbitro: BLR Aliaksei Kulbakou |

| 6 de junho de 2009 17:30 (UTC+2) | Eslováquia                                                                    | 7 – 0     | San Marino | Tehelné Pole, Bratislava                       |
|                                  | Čech 3', 32' · Pekarík 12' · Stoch 35' · Kozák 42' · Jakubko 63' · Hanzel 68' | Relatório |            | Público: 6,652 Árbitro: BEL Jerome Efong Nzolo |

| 12 de agosto de 2009 20:45 (UTC+3) | Eslovênia                                                         | 5 – 0     | San Marino | Estádio Ljudski VRT, Maribor                    |
|                                    | Koren 19', 74' · Radosavljević 39' · Kirm 54' · Ljubijankič 90+3' | Relatório |            | Público: 4,400 Árbitro: MKD Dimitar Meckarovski |

| 5 de setembro de 2009 20:30 (UTC+2) | Polônia            | 1 – 1     | Irlanda do Norte | Stadion Śląski, Chorzów                             |
|                                     | M. Lewandowski 80' | Relatório | Lafferty 38'     | Público: 38,914 Árbitro: ESP Manuel Mejuto González |

| 5 de setembro de 2009 20:30 (UTC+2) | Eslováquia                    | 2 – 2     | Tchéquia              | Tehelné Pole, Bratislava                        |
|                                     | Šesták 59' · Hamšík 73' (pen) | Relatório | Pudil 68' · Baroš 83' | Público: 23,800 Árbitro: NOR Tom Henning Øvrebø |

| 9 de setembro de 2009 17:20 (UTC+2) | República Tcheca                                            | 7 – 0     | San Marino | Městský fotbalový stadion, Uherské Hradiště   |
|                                     | Baroš 28', 44', 45+3', 66' · Svěrkoš 47', 90+4' · Necid 86' | Relatório |            | Público: 8,121 Árbitro: ARM Arman Amirkhanyan |

| 9 de setembro de 2009 19:45 (UTC+1) | Irlanda do Norte | 0 – 2     | Eslováquia               | Windsor Park, Belfast                      |
|                                     |                  | Relatório | Šesták 15' · Hološko 67' | Público: 13,019 Árbitro: NED Bjorn Kuipers |

| 9 de setembro de 2009 20:45 (UTC+2) | Eslovênia                             | 3 – 0     | Polônia | Estádio Ljudski VRT, Maribor                |
|                                     | Dedič 13' · Novakovič 44' · Birsa 62' | Relatório |         | Público: 10,226 Árbitro: SCO William Collum |

| 10 de outubro de 2009 20:30 (UTC+2) | República Tcheca       | 2 – 0     | Polônia | Generali Arena, Praga                        |
|                                     | Necid 51' · Plašil 72' | Relatório |         | Público: 14,010 Árbitro: DEN Claus Bo Larsen |

| 10 de outubro de 2009 20:30 (UTC+2) | Eslováquia | 0 – 2     | Eslovênia                | Tehelné Pole, Bratislava                    |
|                                     |            | Relatório | Birsa 56' · Pečnik 90+3' | Público: 23,800 Árbitro: GER Wolfgang Stark |

| 14 de outubro de 2009 20:30 (UTC+2) | Polônia | 0 – 1     | Eslováquia             | Stadion Śląski, Chorzów                    |
|                                     |         | Relatório | Gancarczyk 3' (g.c.) · | Público: 5,000 Árbitro: SWE Jonas Eriksson |

| 14 de outubro de 2009 20:30 (UTC+2) | San Marino | 0 – 3     | Eslovênia                                  | Estádio Olímpico, Serravalle            |
|                                     |            | Relatório | Novakovič 24' · Stevanovič 68' · Šuler 81' | Público: 1,745 Árbitro: HUN Zsolt Szabó |

| 14 de outubro de 2009 20:30 (UTC+2) | República Tcheca | 0 – 0     | Irlanda do Norte | Generali Arena, Praga                       |
|                                     |                  | Relatório |                  | Público: 8,002 Árbitro: FRA Laurent Duhamel |

## Artilharia
| 6 golos - Stanislav Šesták - Euzebiusz Smolarek 5 golos - Milan Baroš - Milivoje Novakovič 3 golos - Tomáš Necid 2 golos - Robert Koren - Zlatan Ljubijankič - Valter Birsa - Zlatko Dedič - Ján Kozák - Marek Čech - Marek Hamšík - Martin Jakubko - Grant McCann - Kyle Lafferty - Warren Feeney | 2 golos (continuação) - Ireneusz Jeleń - Marek Saganowski - Mariusz Lewandowski - Rafał Boguski - Robert Lewandowski - Václav Svěrkoš 1 golo - Aleksandar Radosavljević - Andraž Kirm - Dalibor Stevanovič - Marko Šuler - Nejc Pečnik - Erik Jendrišek - Filip Hološko - Ľuboš Hanzel - Martin Škrtel - Miroslav Karhan - Miroslav Stoch - Peter Pekarík - Chris Brunt | 1 golo (continuação) - David Healy - Gareth McAuley - Jonathan Evans - Steven Davis - Jakub Błaszczykowski - Michał Żewłakow - Paweł Brożek - Daniel Pudil - Jaroslav Plašil - Libor Sionko - Marek Jankulovski - Martin Fenin - Radoslav Kováč - Zdeněk Pospěch - Andy Selva Golos contra - Ján Ďurica (para a Irlanda do Norte) - Michał Żewłakow (para a Irlanda do Norte) - Seweryn Gancarczyk (para a Eslováquia) |